# Opius uvarovi
Opius uvarovi är en stekelart som beskrevs av Vladimir Ivanovich Tobias 1986. Opius uvarovi ingår i släktet Opius och familjen bracksteklar. Inga underarter finns listade i Catalogue of Life.